# Tropaeolum pentagonum
Tropaeolum pentagonum är en krasseväxtart som beskrevs av D.K.Hughes. Tropaeolum pentagonum ingår i släktet krassar, och familjen krasseväxter. Inga underarter finns listade i Catalogue of Life.